# Paphiopedilum tranlienianum
Espèce
Paphiopedilum tranlienianum est une espèce d'orchidées du genre Paphiopedilum originaire d'Asie.